# Bay Minette
Bay Minette ist eine City und County Seat des Baldwin County im US-amerikanischen Bundesstaat Alabama. Die Gesamtfläche des Ortes beträgt 44,89 km². Das U.S. Census Bureau hat bei der Volkszählung 2020 eine Einwohnerzahl von 8.107 ermittelt.

## Geographie
Bay Minette liegt im Südwesten Alabamas im Süden der Vereinigten Staaten. Es befindet sich knapp 12 Kilometer westlich der Grenze zu Florida sowie wenige Kilometer östlich der Flusslandschaft aus Mobile River, Middle River und Tensaw River, die etwa 25 Kilometer südlich gemeinsam in den Mobile Bay und den Golf von Mexiko münden.
Nahegelegene Orte sind unter anderem Stapleton (10 Kilometer südlich), Perdido (16 km nordöstlich), Creola (16 km westlich) und Spanish Fort (816 km südwestlich). Die nächste größere Stadt ist mit 195.000 Einwohnern das etwa 20 Kilometer südwestlich entfernt gelegene Mobile.

## Geschichte
Die erste Besiedlung des Gebietes begann 1861, als die Strecke der Louisville and Nashville Railroad dieses Gebiet erreichte. Es entstand eine Kreuzung, die ebenso wie die Landschaft mit zahlreichen Wäldern und der westlich gelegenen Flusslandschaft viele Siedler anzog.
Trotz ihrer zentralen Lage wurde die Stadt nicht direkt als County Seat ausgewählt. Bis 1898 wechselte der County Seat zweimal, bevor entschieden wurde, dass er nach Bay Minette verlegt werden solle. Von Seiten des vorigen County Seats Daphne wurde diese Entscheidung jedoch nicht akzeptiert und man weigerte sich, die Akten und Dokumente weiterzugeben. Die Stadtführung von Bay Minette brachte daraufhin Gerüchte eines Mordes in Umlauf und stahl während der laufenden Untersuchungen unbemerkt die Unterlagen aus dem Courthouse in Daphne, wodurch der Wechsel des County Seats letztlich vollzogen werden konnte.
An dieses Ereignis erinnert ein Wandgemälde, das die Works Progress Administration für das 1937 erbaute Postamt in Auftrag gegeben hat, wurde von dem Maler Hilton Leech aus Bridgeport, Connecticut gefertigt.
Zwei Bauwerke des Ortes sind im National Register of Historic Places (NRHP) eingetragen (Stand 30. Juni 2019), die First Baptist Church und das Killcreas House.

## Verkehr
Durch Bay Minette verläuft der U.S. Highway 31, der über 2060 Kilometer von Alabama bis nach Michigan führt. Wenige Kilometer südlich der Stadt stellt er einen Anschluss zum Interstate 10 her. Auf streckenweise gleicher Trasse verläuft die Alabama State Route 3 durch den Ort, darüber hinaus führen Richtung Norden die Alabama State Route 59 und Alabama State Route 287, die beide einen Anschluss an den 5 Kilometer nördlich der Stadt gelegenen Interstate 65 herstellen.
Etwa einen Kilometer westlich der Stadt befindet sich der Bay Minette Municipal Airport.

## Bildung
Bay Minette verfügt über fünf Schulen und ein College:
- Baldwin County High School
- North Baldwin Center for Technology
- Bay Minette Middle School
- Bay Minette Intermediate School
- Bay Minette Elementary School
- Faulkner State Community College

Bay Minette gehört zur Daphne–Fairhope–Foley Micropolitan Statistical Area.

## Demografie
Zum Zeitpunkt des United States Census 2010 bewohnten Bay Minette 8040 Personen. Die Bevölkerungsdichte betrug 179,1 Personen pro km². Es gab 3856 Wohneinheiten, durchschnittlich 79,9 pro km². Die Bevölkerung in Bay Minette bestand zu 60,4 % aus Weißen, 35,3 % Schwarzen oder African American, 1,0 % Native American, 0,8 % Asian, 0,0 % Pacific Islander, 0,8 % gaben an, anderen Rassen anzugehören und 1,7 % nannten zwei oder mehr Rassen. 1,8 % der Bevölkerung erklärten, Hispanos oder Latinos jeglicher Rasse zu sein.
Die Bewohner Bay Minettes verteilten sich auf 2744 Haushalte, von denen in 30,6 % Kinder unter 18 Jahren lebten. 41,6 % der Haushalte stellten Verheiratete, 21,5 % hatten einen weiblichen Haushaltsvorstand ohne Ehemann und 31,3 % bildeten keine Familien. 27,6 % der Haushalte bestanden aus Einzelpersonen und in 11,4 % aller Haushalte lebte jemand im Alter von 65 Jahren oder mehr alleine. Die durchschnittliche Haushaltsgröße betrug 2,53 und die durchschnittliche Familiengröße 3,08 Personen.
Die Bevölkerung verteilte sich auf 23,6 % Minderjährige, 13,7 % 18–24-Jährige, 24,0 % 25–44-Jährige, 24,1 % 45–64-Jährige und 14,5 % im Alter von 65 Jahren oder mehr. Der Median des Alters betrug 35,2 Jahre. Auf jeweils 100 Frauen entfielen 93,8 Männer. Bei den über 18-Jährigen entfielen auf 100 Frauen 95,9 Männer.
Das mittlere Haushaltseinkommen in Bay Minette betrug 32.389 US-Dollar und das mittlere Familieneinkommen erreichte die Höhe von 44.573 US-Dollar. Das Durchschnittseinkommen der Männer betrug 37.623 US-Dollar, gegenüber 23.125 US-Dollar bei den Frauen. Das Pro-Kopf-Einkommen belief sich auf 16.897 US-Dollar. 26,4 % der Bevölkerung und 17,1 % der Familien hatten ein Einkommen unterhalb der Armutsgrenze, davon waren 33,9 % der Minderjährigen und 18,8 % der Altersgruppe 65 Jahre und mehr betroffen.

## Persönlichkeiten
- Wallace Gilberry (* 1984), Spieler in der NFL für die Cincinnati Bengals, wurde hier geboren.
- Todd Grisham (* 1976), Sportreporter und -kommentator, wohnt hier.
- Ellis Hooks (* 1974), Soul-Blues-Sänger und Songwriter, wurde hier geboren.[6]
- John McMillan (* 1941), Politiker und State Treasurer of Alabama, wurde hier geboren.
- Anthony Mix (* 1983), früherer Spieler in der NFL, wurde hier geboren.
- Joe M. Rodgers (1933–2009), US-Botschafter in Frankreich, wurde hier geboren.
- Scotty Joe Weaver (1986–2004), schwules Opfer eines Haßverbrechens, wurde hier geboren.